# Jader Jacobelli
Jader Jacobelli (Bologna, 24 giugno 1918 – Roma, 19 marzo 2005) è stato un giornalista italiano, della radio e della televisione.
(Jader Jacobelli)

## Biografia
Dopo gli studi in filosofia con Ugo Spirito, si avvicinò al giornalismo radiofonico. Nel 1943 fu cofondatore di Radio Sardegna Libera. Passò presto alla RAI e si occupò della rubrica radiofonica Oggi a Montecitorio (denominata poi Oggi al Parlamento) per la quale seguì i lavori parlamentari dal 25 giugno 1946, prima seduta dell'Assemblea Costituente, al 1968. Negli stessi anni fu anche direttore dell'edizione per l'Italia centro-meridionale del settimanale d'informazione radiotelevisiva Radiocorriere.
Già moderatore a Tribuna elettorale, dal 1964 fu nominato direttore di Tribuna politica, trasmissione di approfondimento politico che prevedeva la presenza di un moderatore (spesso lo stesso Jacobelli) e uno o più giornalisti esterni alla RAI che, ammessi alla trasmissione per sorteggio, rivolgevano domande ai politici presenti in studio. Nello svolgimento del delicato incarico gli venne riconosciuta da più parti una conduzione equilibrata e imparziale, e un garbo che conservò anche quando si trovò a gestire i dibattiti più accesi.
Sotto la sua direzione, la trasmissione ebbe un successo che travalicava l'impatto nel dibattito politico, e il giornalista divenne molto popolare. Grazie a questo, e al lieve difetto di pronuncia della lettera S che lo contraddistingueva, negli anni settanta Alighiero Noschese gli dedicò una fortunata imitazione.
Jacobelli lasciò la RAI nel 1986, con il pensionamento. Divenne quindi consulente della Commissione parlamentare di vigilanza della RAI. Fu coordinatore della Consulta sulla qualità della RAI e presidente del Centro Culturale di Saint-Vincent. In occasione delle elezioni del 1996 fu chiamato nuovamente in RAI coordinatore dell'Unità di garanzia elettorale.
Ha avuto come seconda casa Monterubiaglio, un piccolo paesino in Umbria in provincia di Terni, nel quale ancora oggi, oltre ad una via dedicata a Jader, è presente il suo "Centro Studi Jader Jacobelli".

## Opere
- Giovanni Pico della Mirandola, 1985. Prefazione di Eugenio Garin.
- Il fascismo e gli storici oggi, Laterza, 1988.
- Croce e Gentile: dal sodalizio al dramma, 1989. Prefazione di Norberto Bobbio.
- 1990 Dove va l'economia italiana?, Laterza, Roma-Bari 1990.ISBN 88-420-3515-7
- Processo al nuovo processo, Laterza, Roma-Bari 1990.ISBN 88-420-3686-2
- Per una nuova riforma della RAI, Laterza, 1992.
- Quei Pico della Mirandola, Giovanni e Gian Francesco, 1995. Prefazione di Eugenio Garin.
- Cento no alla TV, Laterza, 1996.
- Machiavelli e/o Guicciardini. Alle radici del realismo politico, Mursia, 1998.
- New Age?, Laterza, 1999.
- 2000 Dove va l'economia italiana?, Laterza, 2000.
- Che barbe! Da Talete a Popper: 100 identikit tracciati da Jader Jacobelli e illustrati da Pepa Flores, Rubbettino, 2002.